# Arcos de Valdevez (Salvador), Vila Fonche e Parada
Arcos de Valdevez (Salvador), Vila Fonche e Parada (oficialmente: União das Freguesias de Arcos de Valdevez (Salvador), Vila Fonche e Parada) é uma freguesia portuguesa do município de Arcos de Valdevez, com 5,27 km² de área e 2754 habitantes (censo de 2021). A sua densidade populacional é 522,6 hab./km².

## História
Foi constituída em 2013, no âmbito de uma reforma administrativa nacional, pela agregação das antigas freguesias de Salvador, Vila Fonche e Parada. Tem sede em Arcos de Valdevez (Salvador).

## Demografia
A população registada nos censos foi:
| Distribuição da População por Grupos Etários | Distribuição da População por Grupos Etários | Distribuição da População por Grupos Etários | Distribuição da População por Grupos Etários | Distribuição da População por Grupos Etários | Distribuição da População por Grupos Etários |
| -------------------------------------------- | -------------------------------------------- | -------------------------------------------- | -------------------------------------------- | -------------------------------------------- | -------------------------------------------- |
| Antes da agregação                           |                                              |                                              |                                              |                                              |                                              |
| Ano                                          | 0-14 anos                                    | 15-24 anos                                   | 25-64 anos                                   | >= 65 anos                                   | Total                                        |
| 2001                                         | 365                                          | 330                                          | 1125                                         | 361                                          | 2181                                         |
| 2011                                         | 400                                          | 319                                          | 1390                                         | 471                                          | 2580                                         |
| Após a agregação                             |                                              |                                              |                                              |                                              |                                              |
| Ano                                          | 0-14 anos                                    | 15-24 anos                                   | 25-64 anos                                   | >= 65 anos                                   | Total                                        |
| 2021                                         | 353                                          | 300                                          | 1476                                         | 625                                          | 2754                                         |